# Dalbergia palo-escrito
Dalbergia palo-escrito là một loài thực vật có hoa trong họ Đậu. Loài này được Rzed. miêu tả khoa học đầu tiên.